# Monochamus abyssinicus
Monochamus abyssinicus är en skalbaggsart som beskrevs av Stefan von Breuning 1935. Monochamus abyssinicus ingår i släktet Monochamus och familjen långhorningar. Inga underarter finns listade i Catalogue of Life.